# Eric Boulton
Eric Boulton, född 17 augusti 1976 i Halifax, Nova Scotia, är en kanadensisk före detta professionell ishockeyspelare.
Boulton, som är vänsterforward, valdes av New York Rangers som 234:e spelare totalt i 1994 års NHL-draft.

## Klubbar
- Cole Harbour Fishermen 1992–93
- Oshawa Generals 1993–1995
- Sarnia Sting 1995–96
- Charlotte Checkers 1996–98
- Binghamton Rangers 1996
- Kentucky Thoroughbaldes 1998
- Florida Everblades 1998–99
- Rochester Americans 1999-00
- Buffalo Sabres 2000–2004
- Columbia Inferno 2004–05
- Atlanta Thrashers 2005–2011
- New Jersey Devils 2011–2012
- New York Islanders 2012-2016